# Maria dels Àngels de Janer i Milà de la Roca
Maria dels Àngels de Janer i Milà de la Roca (Barcelona, 2 d'agost de 1864 - Barcelona, 27 de juliol de 1945) fou una escriptora catalana que fundà la congregació humanitària Àngels de la Caritat.

## Biografia
Nascuda a Barcelona el 1864, va morir a la mateixa ciutat el 1945. Era filla de Josep Erasme de Janer i de Gironella, que fou cap regional carlista de Catalunya, germà de Ignasi Janer i de Milà de la Roca que fou un advocat i escriptor, neta de l'alcalde Erasme de Janer i de Gònima i neboda valenciana de Manuel Milà de la Roca i Ràfols, fundador i primer director del periòdic El Correo Catalán. Maria dels Àngels de Janer va ser una de les continuadores i, durant molts anys, presidenta de l'agrupació benèfica “Àngels de la Caritat”, fundada el 1873 per Margarida de Borbó-Parma, esposa de Carles VII.
Fou autora de la monografia El monasterio de Vallbona de las Monjas (1924) i d’una Crónica de un viaje a Roma, Padua, Asís i Loreto (1925).
Quan comença la Segona República, el 1931, presidí l'acte del 25è aniversari de la fundació de la Conferència de la Mare de Déu de Montserrat que es va realitzar al Cercle Tradicionalista de Barcelona el 26 d'abril. En l'esdeveniment va fer un repàs i explicació de com havien estat els 25 anys de la Conferència, i relatà la labor de les “Margarides” en la causa de la caritat socorrent un elevat nombre de famílies carlistes, encara que, més tard, quan va començar a funcionar la Conferència, van afluir els pobres en general als quals van ajudar distribuint socors i consolant els malalts.
En l'exercici d'aquesta tasca humanitària va viure algunes curioses anècdotes com la d'una anciana pobríssima que guardava com un gran tresor un camafeu que, sent el seu marit coronel d'un Regiment d'Àlaba de l'exèrcit carlista de la Tercera Guerra, li va regalar la reina Margarida, l'esposa del rei carlista Carles VII, i que, només en el llit de mort, en l'hospital, el va lliurar a aquella “Margarita” que la visitava, és a dir a la mateixa Maria dels Àngels de Janer. La Conferència va tenir també un petit màrtir, Eudald, que va ser apallissat pels lerrouxistes en el camp de Grassot, i que va morir més tard.